# Championnat de Finlande de football 1989
Navigation
Saison précédente Saison suivante
La saison 1989 du Championnat de Finlande de football était la 60e édition de la première division finlandaise à poule unique, la Mestaruussarja. Les douze meilleurs clubs du pays jouent les uns contre les autres à deux reprises durant la saison, à domicile et à l'extérieur. À la fin de cette première phase, les 6 premiers disputent la poule pour le titre et les 6 derniers la poule de relégation, qui voit le dernier être relégué et l'avant-dernier disputer un barrage de promotion-relégation face au vice-champion d'Ykonnen, la deuxième division finlandaise.
Le Kuusysi Lahti remporte un 4e titre de champion de Finlande après avoir terminé en tête de la poule pour le titre, avec 2 points d'avance sur le TPS Turku et 7 sur le RoPS Rovaniemi. Le double tenant du titre, le HJK Helsinki, ne termine qu'à la 5e place à 12 points du Kuusysi.

## Les 12 clubs participants
| - FC Ilves Tampere - RoPS Rovaniemi - Reipas Lahti - OTP Oulu - Haka Valkeakoski - Jaro Pietarsaari - Promu de Ykkonen | - HJK Helsinki - Kuusysi Lahti - KePS Kemi - TPS Turku - KuPS Kuopio - MP Mikkeli |

## Compétition
Le barème de points servant à établir les classements se décompose ainsi :
- Victoire : 2 points
- Match nul : 1 point
- Défaite : 0 point

### Première phase
| Rang | Équipe             | Pts | J  | G  | N | P  | Bp | Bc | Diff |
| ---- | ------------------ | --- | -- | -- | - | -- | -- | -- | ---- |
| 1    | Kuusysi Lahti      | 32  | 22 | 13 | 6 | 3  | 44 | 22 | +22  |
| 2    | TPS Turku          | 32  | 22 | 12 | 8 | 2  | 37 | 17 | +20  |
| 3    | RoPS Rovaniemi     | 30  | 22 | 11 | 8 | 3  | 42 | 20 | +22  |
| 4    | Haka Valkeakoski   | 27  | 22 | 11 | 5 | 6  | 34 | 22 | +12  |
| 5    | HJK Helsinki T     | 25  | 22 | 10 | 5 | 7  | 28 | 20 | +8   |
| 6    | FC Ilves Tampere   | 23  | 22 | 9  | 5 | 8  | 36 | 31 | +5   |
| 7    | KuPS Kuopio        | 23  | 22 | 9  | 5 | 8  | 30 | 30 | 0    |
| 8    | Reipas Lahti       | 20  | 22 | 8  | 4 | 10 | 44 | 42 | +2   |
| 9    | MP Mikkeli         | 16  | 22 | 5  | 6 | 11 | 27 | 44 | -17  |
| 10   | OTP Oulu           | 15  | 22 | 4  | 7 | 11 | 19 | 38 | -19  |
| 11   | KePS Kemi          | 11  | 22 | 1  | 9 | 12 | 20 | 53 | -33  |
| 12   | Jaro Pietarsaari P | 10  | 22 | 3  | 4 | 15 | 25 | 47 | -22  |

|  | Qualification pour la poule pour le titre           |
|  | Participation à la poule de relégation              |
|  | T Tenant du titre P Club promu de deuxième division |

### Deuxième phase

#### Poule pour le titre
| Rang | Équipe           | Pts | J  | G  | N  | P  | Bp | Bc | Diff |
| ---- | ---------------- | --- | -- | -- | -- | -- | -- | -- | ---- |
| 1    | Kuusysi Lahti    | 41  | 27 | 17 | 7  | 3  | 51 | 23 | +28  |
| 2    | TPS Turku        | 39  | 27 | 15 | 9  | 3  | 46 | 21 | +25  |
| 3    | RoPS Rovaniemi   | 34  | 27 | 12 | 10 | 5  | 45 | 27 | +18  |
| 4    | Haka Valkeakoski | 30  | 27 | 12 | 6  | 9  | 38 | 30 | +8   |
| 5    | HJK Helsinki T   | 29  | 27 | 11 | 7  | 9  | 36 | 28 | +8   |
| 6    | Ilves Tampere    | 26  | 27 | 10 | 6  | 11 | 45 | 43 | +2   |

|  | Qualification pour la Coupe d'Europe des clubs champions 1990-1991 |
|  | Qualification pour la Coupe UEFA 1990-1991                         |
|  | T Tenant du titre                                                  |

#### Poule de relégation
| Rang | Équipe             | Pts | J  | G  | N  | P  | Bp | Bc | Diff |
| ---- | ------------------ | --- | -- | -- | -- | -- | -- | -- | ---- |
| 1    | KuPS Kuopio C      | 29  | 27 | 12 | 5  | 10 | 39 | 37 | +2   |
| 2    | Reipas Lahti       | 27  | 27 | 11 | 5  | 11 | 56 | 48 | +8   |
| 3    | OTP Oulu           | 22  | 27 | 7  | 8  | 12 | 31 | 43 | -12  |
| 4    | MP Mikkeli         | 22  | 27 | 7  | 8  | 12 | 34 | 50 | -16  |
| 5    | KePS Kemi          | 14  | 27 | 2  | 10 | 15 | 27 | 66 | -39  |
| 6    | Jaro Pietarsaari P | 11  | 27 | 3  | 5  | 19 | 27 | 59 | -32  |

|  | Qualification pour la Coupe des Coupes 1990-1991                      |
|  | Participation au barrage de promotion-relégation                      |
|  | Relégation directe en Ykkonen                                         |
|  | P Club promu de deuxième division C Vainqueur de la Coupe de Finlande |

#### Barrages de promotion-relégations
Le KePS Kemi doit rencontrer le vice-champion de deuxième division, le club de Kumu Kuusankoski, pour tenter de se maintenir parmi l'élite. Les matchs se disputent sous forme d'aller-retour.
| Équipe 1              | Résultat | Équipe 2  | Aller | Retour |
| --------------------- | -------- | --------- | ----- | ------ |
| Kumu Kuusankoski (D2) | 2 - 1    | KePS Kemi | 2 - 0 | 0 - 1  |

## Bilan de la saison
| Championnat de Finlande de football 1989                  |                           |
| Champion                                                  | Kuusysi Lahti (16e titre) |
| Coupes et trophées                                        |                           |
| Vainqueur de la Coupe de Finlande 1989                    | KuPS Kuopio               |
| Qualifications continentales                              |                           |
| Coupe d'Europe des clubs champions 1990-1991 Premier tour | Kuusysi Lahti             |
| Coupe des Coupes 1990-1991 Premier tour                   | KuPS Kuopio               |
| Coupe UEFA 1990-1991 Premier tour                         | RoPS Rovaniemi            |
| Coupe UEFA 1990-1991 Premier tour                         | TPS Turku                 |
| Promotions et relégations                                 |                           |
| Promus en Mestaruussarja                                  | Kumu Kuusankoski          |
| Promus en Mestaruussarja                                  | KPV Kokkola               |
| Relégués en Ykkonen                                       | Jaro Pietarsaari          |
| Relégués en Ykkonen                                       | KePS Kemi                 |